# Котоко (держава)
Котоко  — африканська держава в Західній Африці, що утворилося внаслідок занепаду культури Сао. Тривалий час перебувала в залежності від імперії Борну. У 1900 році розділено між Францією, великою Британією та Німеччиною.

## Історія
На початку XV ст. внаслідок тривалих війн з Борну відбувається занепад міст-держав культури Сао. З цього часу здобувають самостійність невеличкі вождества Куссері, Логон-Бірні, Макарі, Мара. де відбувається змішання племен котоко (мігрували з півдня) з рештками народу сао. З часом відбувається їх об'єднання навколо Макарі.
У XVI ст. було відкорено Ідрісом III, маї Борну. З цього часу перебувала в залежності від цієї імперії. Це своєю чергою спричинило культурний вплив останньої. Починається ісламізація населення Котоко. Водночас відбувається поділ Котоко на північний та південний. З 1650 року починається піднесення міста-держави Логон-Бірні.
У 1750-х роках у зв'язку з ослабленням Борну починаються вторгнення до Котоко військ держави Багірмі, які змушують південні міста визнати свою зверхність. З послаблення Багірмі наприкінці XVIII ст., а особливо 1806 року після поразки від Вадаї. При цьому номінального південне Котоко на чолі із Логон-Бірні підкорилося Борну.
Період до середини 1820-х років став час політичного й економічного піднесення держави. Але у 1827 році Котоко зазнало поразки від військ Мухаммада аль-Канемі, шеху Борну, який захопив міста Кусері, Логон-Бірні, Нгулфай. З цього часу Котоко знову опинилося під зверхністю Борну. північна перейшла під безпосереднє керування борнуським намісником — «аліфа». південна частина була підвладна Логон-Бірні.
В подальшому Котоко стало місцем протистояння Борну, Вадаї і Багірмі. Втім більшу загрозу становила міграція арабів-шуа на землі Котоко. 1893 року держава увійшла до складу імперії Рабіха аз-Зубайри. Саме на території Котоко — біля міста Кусері — відбулася битва 1900 року, що поклала край рабіху й призвела до поділу його володінь між французами, британцями і німцями.

## Територія
Розташовувалося у дельті річки Шарі на південь від озера Чад.

## Мова
Населення розмовляло мовою котоко, яка поділялася на північну та південну групи. Були поширені численні діалекти, що перетворилися на власне мови: мпаде, мсер, масламі, лагван, афаде і мальгбе.

## Устрій
Спочатку являла собою своєрідну федерацію вождіств й міст-держав (Афаде, Бодо, Шауе, Джилбе, Гулфей, Хулуф, Кабе, Кала-Кафра, Кусері, Логон-Бірні, Логон-Гана, Макарі, Мальтам, Мара, Мдага, Мідігуе, Ндуфу, Сао, Су, Тільде, Вулкі, Згаге, Зігуе) з обраним монархом — міарром. Кожне мало власну автономію, але об'єднувалося через визнання гегемонії найпотужнішої держави та перед необхідністю протистояти зовнішньому ворогові.
Наприкінці XVIII ст. вдалося створити більш міцну структуру на чолі із султаном. Проте поразка у 1827 році від Борну звела це нанівець. Згодом Котоко являла союз вождіств на чолі з верховним вождем.

## Суспільство
На чолі стояв монарха. Він спирався на знать та дрібну шляхту. Значний прошарок складали вільні особи, що займалися ремісництвом, торгівлею. Нижче розташовувалися вільновідпущенники. На останньому щаблі стояли раби.

## Міста
Міста, що представляли центри мінідержави, були оточені величезними земляними стінами. Центральну площу з багатоповерховим палацом оточували щільно переповнені будинки. Житлові комплекси (саре) були оточені стіною, яка, залежно від достатку та розмірів домогосподарства, і складалася з декількох квадратних будівель із глини та з пласкими дахами. Саре утворювали квартали, які були розділені провулками. На чолі кварталів стояв обраний очільник (білама). В кварталах мешкали лише представники одного клану (роду).

## Економіка
Основу становили землеробство й ремісництво, продукцію якого експортували до сусідніх держав. Важливим об'єктом стають раби. Висловлюється гіпотеза, що Абрам Ганнібал, прадід російського поета О. С. Пушкіна, був представником династії Логон-Бірні, захопленого в полон.